# Corydalis polygalina
Corydalis polygalina är en vallmoväxtart som beskrevs av Joseph Dalton Hooker och Thoms.. Corydalis polygalina ingår i släktet nunneörter, och familjen vallmoväxter. Inga underarter finns listade i Catalogue of Life.